# Rubén Montoya
Rubén Jorge Montoya Bardetta  (* 18. Juni 1940 in Buenos Aires), auch bekannt unter dem Spitznamen El Vago, ist ein ehemaliger argentinischer Fußballspieler auf der Position des Torwarts, der ab 1968 für diverse Teams in Ecuador sowie den US-amerikanischen Verein Miami Toros und den mexikanischen Verein UNAM Pumas spielte.

## Laufbahn
Aufgrund der dürftigen Quellenlage sind Montoyas Stationen vor 1968 kaum nachvollziehbar. Spätestens 1968 verließ er sein Heimatland Argentinien und spielte zunächst für den ecuadorianischen Verein América de Quito, mit dem er in der Saison 1968/69 Vizemeister der ecuadorianischen Liga wurde. Anschließend wechselte Montoya zum  Stadtrivalen LDU Quito, bei dem er von 1969 bis 1971 unter Vertrag stand.
1971 wechselte er zum wohl populärsten Verein des Landes, Barcelona SC, bei dem er die Spielzeiten 1971/72 und 1973/74 verbrachte. Dazwischen spielte er für die Miami Toros in der North American Soccer League.
Seine letzte Station waren die UNAM Pumas, mit denen er in der Saison 1974/75 den mexikanischen Pokalwettbewerb und den Supercup gewann. Beim Sieg im Supercup gegen den Meister Deportivo Toluca hütete Montoya, der ansonsten häufig seinem Kollegen Horacio Sánchez den Vortritt lassen musste, das Tor der Pumas.

## Erfolge
- Mexikanischer Pokalsieger: 1975
- Mexikanischer Supercup: 1975